# Nyamuragira
A Nyamuragira a Kongói Demokratikus Köztársaság Virunga-hegységében emelkedő aktív vulkán. A hegy a Kivu-tótól északra, kb. 25 km-re fekszik.
Afrika legaktívabb tűzhányójaként tartják nyilván, mivel 1880 óta több mint harmincszor tört ki. A csúcson fekvő kráter mellett számos esetben a hegy oldalából tört ki; ezek a kitörések több kisebb vulkánt alakítottak ki, melyek aztán csak rövid ideig maradtak meg. (pl. a Murara, mely 1976 és 1977 között létezett).
Ez a vulkán felelős a föld légkörébe a tűzhányók által juttatott kéndioxid jelentős részéért.

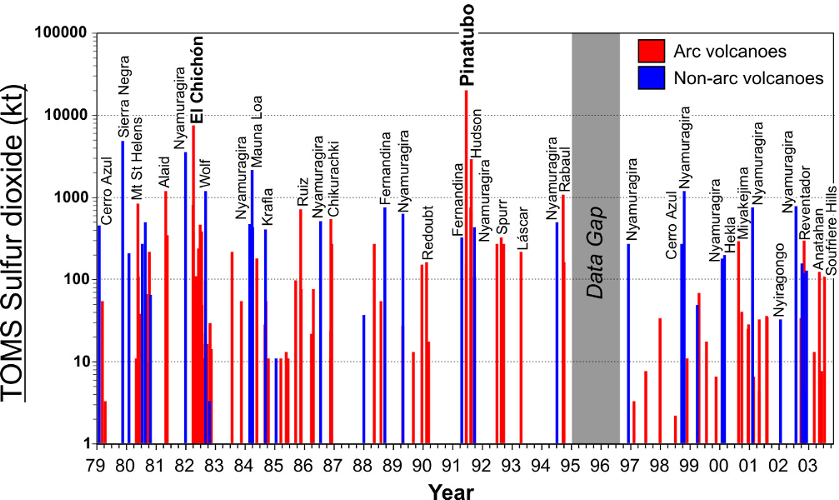
A légkörbe juttatott vulkáni kéndioxid, 1979-2003.

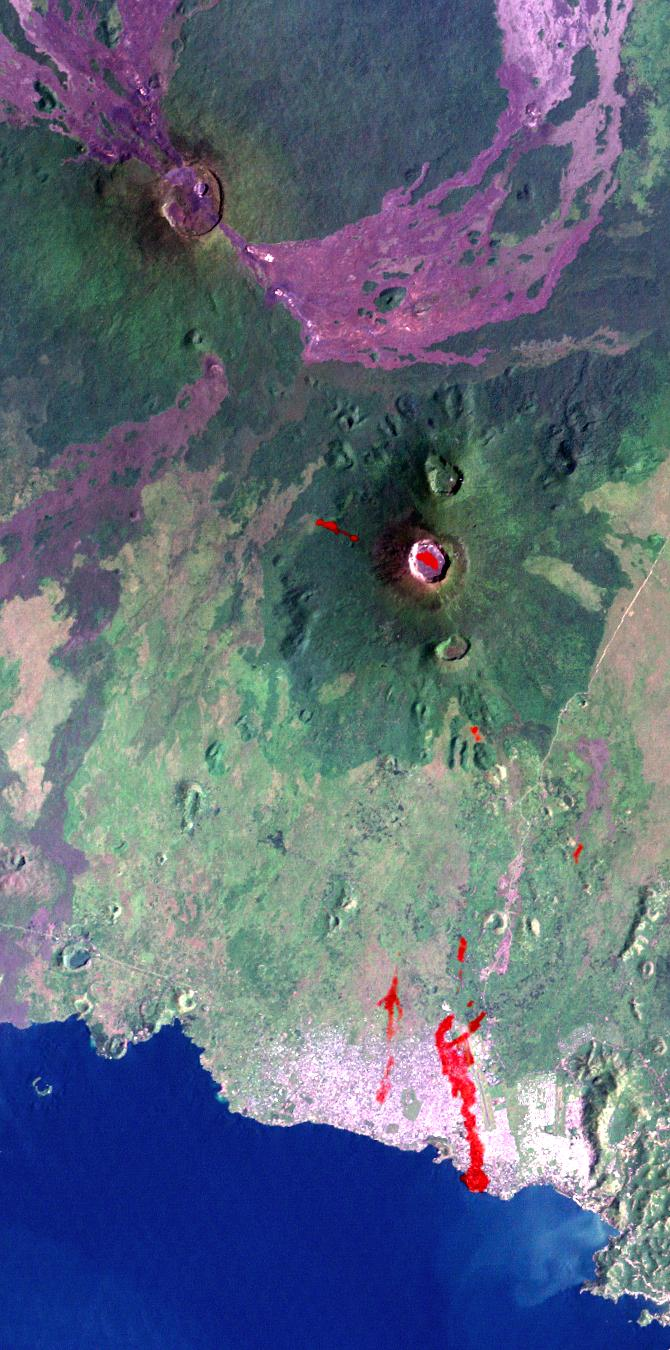
A Nyamuragira (balra fent) lávafolyamai a Kivu-tó felé tartanak.

Kiterjedt lávafolyamok figyelhetők meg az űrből készített fényképeken, a lávafolyamok a 25 km-re fekvő Kivu-tó irányában haladnak. A Nyamuragira vulkán csak 13 km-re fekszik észak-északkeleti irányban a Nyiragongo vulkántól, mely 2002-es kitörésekor nagy pusztítást okozott Goma városában.
A Nyamuragira vulkán térfogata 500 km3,  1500 km2-en terül el. Profilja alacsony, ellentétben a szomszédos, meredek oldalú Nyiragongo vulkánéval.

## Külső hivatkozások
- Smithsonian Institution's Global Volcanism Program - Nyamuragira Archiválva 2010. május 25-i dátummal a Wayback Machine-ben
- Nyamuragira Volcano - John Seach
- A 2006-os kitörés